# Xerocomus ferrugineus
Xerocomus ferrugineus är en svampart som beskrevs av Jacob Christian Schäffer 1762. Den ingår i släktet Xerocomus och familjen Boletaceae.   Inga underarter finns listade i Catalogue of Life.
Arten är reproducerande i Sverige.

## Bildgalleri

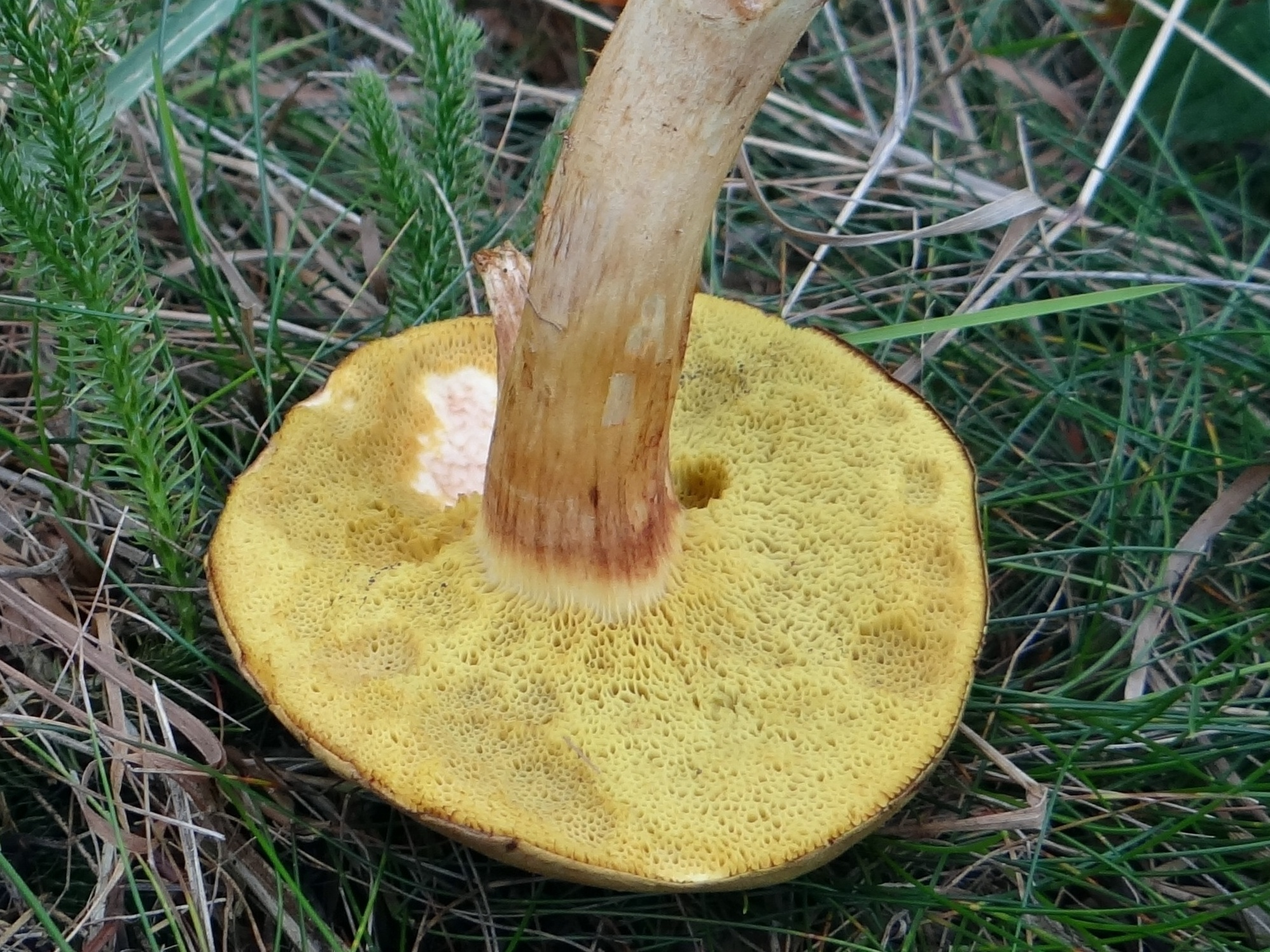